# Eufèmia de Sicília i de Caríntia
Eufèmia de Sicília (1330 - 1359) fou infanta de Sicília i regent de Sicília (1355-1357), filla de Pere II de Sicília i la seva esposa Elisabet de Caríntia.
El 1355 el seu germà Frederic III fou designat hereu del regne de Sicília a la mort del seu germà Lluís I de Sicília. Eufèmia fou designada regent al mateix temps mentre Frederic III participava en accions contra el Regne de Nàpols.